# 伍氏無線鰨
伍氏無線鰨為輻鰭魚綱鰈形目鰨亞目舌鰨科的中一種，為深海魚類，分布於東印度洋安達曼群島海域，棲息深度247-1046公尺，體長可達13.6公分，棲息在底質底層水域，生活習性不明。

## 扩展阅读
維基物種上的相關：伍氏無線鰨